# Teatro San Cassiano
Il teatro San Cassiano (o teatro di San Cassiano e sue varianti) di Venezia è stato il primo teatro pubblico per l’opera in musica della città, inaugurato ― in quanto teatro d’opera ― nel 1637, mentre la prima notizia della sua costruzione risale al 1581. Esso prende il nome con cui è più noto dalla parrocchia di San Cassiano in cui era situato, nel sestiere di Santa Croce e non distante da Rialto. Era di proprietà della famiglia veneziana Tron. Si tratta del primo teatro d’opera ‘pubblico’ poiché fu il primo aperto a un pubblico pagante. Fino a quel momento, infatti, i teatri pubblici, quelli che operavano su base commerciale, avevano messo in scena solamente spettacoli teatrali recitati (ossia ‘commedie’) mentre l’opera era rimasta una forma spettacolare privata, riservata alla nobiltà e alle corti. Il teatro San Cassiano fu dunque il primo teatro pubblico a mettere in scena l'opera, rendendola fruibile ad un pubblico più ampio.
Nel 2019 è stato reso pubblico il progetto di ricostruzione, ideato e promosso dall’imprenditore e musicologo inglese Paul Atkin, cha ha come obiettivo la ricostruzione, a Venezia, del teatro San Cassiano del 1637, completo di macchine di scena e scenografie mobili, ricostruito tanto fedelmente all’originale quanto sarà reso possibile dalle ricerche accademiche e dalle competenze artigianali. Così, il teatro San Cassiano sarà un punto di riferimento internazionale per la ricerca, la sperimentazione esplorativa e la messa in scena di opere barocche secondo criteri filologici.

## Storia

### Il Cinquecento
Le prime notizie relative a un teatro in questo sito risalgono al 1581. Al teatro per ‘commedie’ della famiglia Tron si fa riferimento infatti sia in una lettera inviata da Ettore Tron al duca Alfonso II d’Este, datata 4 gennaio 1580 more veneto (ossia 1581), sia nel testo di Francesco Sansovino, Venetia città nobilissima et singolare, nel quale si accenna a due teatri presenti nella parrocchia di S. Cassiano: il teatro Tron—secondo alcuni storici, e basandosi sulla forma grossomodo rettangolare del lotto di terreno su cui sorgeva—potrebbe essere quello «in forma ovata», mentre il teatro Michiel potrebbe essere quello «in forma […] rotonda». Nella lettera citata, il Tron parla della
(Ettore Tron al duca Alfonso II d’Este, 4 gennaio 1580, trascritta in I Teatri del Veneto cit., Tomo I, p. 95)
ma accenna anche al successo della sua iniziativa,
(Ettore Tron al duca Alfonso II d’Este, 4 gennaio 1580, trascritta I Teatri del Veneto cit., Tomo I, p. 95)
Oltre a indicare che il teatro stava avendo un’accoglienza positiva, questo consente dunque di constatare che già in questa prima versione erano presenti i palchetti, ossia il dato architettonico che avrebbe costituito, in seguito e in ambito operistico, uno degli elementi-chiave del teatro all’italiana. Una conferma di questo aspetto proviene da una lettera di Paolo Mori (agente del duca di Mantova) del 7 ottobre 1581, da Venezia, nella quale si citano i «palchi di quelli due loghi fabricati a posta». Oltre a ciò, nel Trattato de’ Portamenti di Antonio Persio, risalente al 1607, in un passo relativo agli anni precedenti al 1593—e, a quanto se ne sa oggi, riferito o al teatro Tron o al teatro Michiel—l’autore scrive che i nobili «avevano affittato quasi tutti i palchi».
In merito alla data di costruzione del teatro Tron e la presenza, al suo interno, di un certo numero di palchetti (un dato innovativo in un’ottica tanto architettonico-teatrale quanto commerciale), è stato opportunamente notato che nel 1580 avvenne un radicale mutamento nel linguaggio del Consiglio dei Dieci relativo a questi luoghi teatrali, in quanto per la prima volta è attestata una formula che presuppone delle preoccupazioni legate alla loro solidità strutturale, in quanto dovevano essere «forte e sicuro in modo che non vi possa succedere alcuna rovina». Sembrerebbe, dunque, che la novità data dall’introduzione dei palchetti come elemento-chiave della struttura di un edificio teatrale fece sorgere, all’interno del Consiglio dei Dieci, delle preoccupazioni relative alla sicurezza: questo il motivo per cui il Consiglio dispose che dei periti ne dovessero verificare per tempo la solidità, così che non potessero verificarsi crolli e conseguenti infortuni, o peggio.
Il teatro Tron (unitamente al teatro, poco distante e collocato in prossimità del Canal Grande, proprietà della famiglia Michiel) venne successivamente chiuso nel 1585 per volontà del Consiglio dei Dieci e svuotato di ogni elemento ligneo che avesse a che fare con la natura teatrale del luogo; il teatro Tron (ossia il Teatro San Cassiano) venne poi riaperto probabilmente dopo il 1607.

### Il Seicento
Nel corso del secondo decennio dei Seicento i documenti d’archivio riferiscono con una certa continuità l’utilizzo del Teatro San Cassiano per spettacoli teatrali. Due incendi, nel 1629 e nel 1633, distrussero il teatro e nessun documento d’archivio è a oggi noto che citi il teatro nel biennio 1634-1635. 

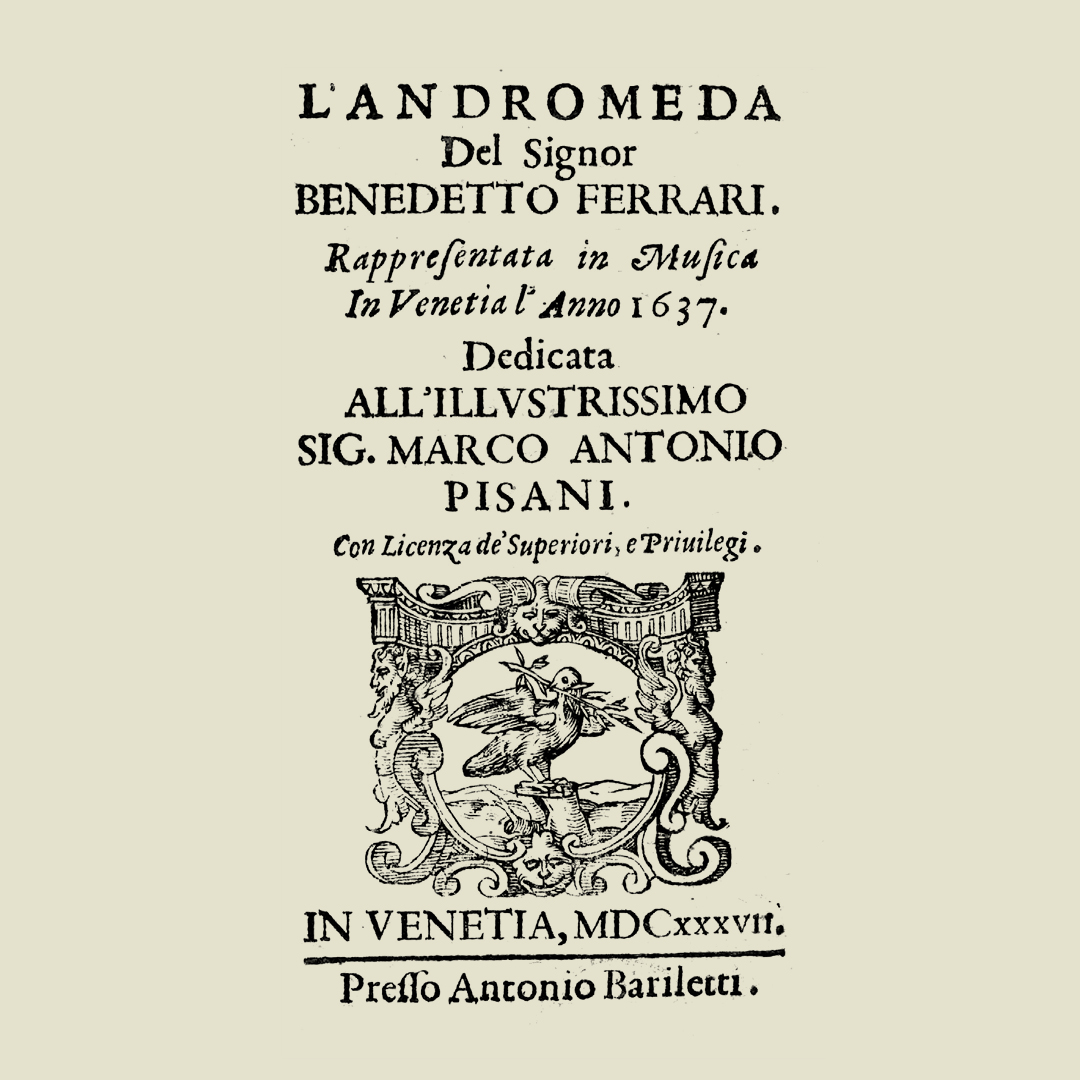
Riproduzione del frontespizio del libretto de L’Andromeda (1637)

#### La costruzione del teatro del 1637: nascita del teatro d'opera pubblico a pagamento
Nel 1636 i fratelli Tron (Ettore e Francesco, del ‘ramo’ familiare di S. Benetto) avrebbero dunque comunicato alle autorità competenti l’intenzione di aprire un «Theatro de musica», chiarendo quindi fin da principio la sua funzione, ossia di teatro d’opera. Ciò, in sé, segna un decisivo punto di svolta nella storia dell’opera: un teatro costruito appositamente per mettere in scena il melodramma. Lo si leggerebbe in un documento datato 2 maggio 1636, rinvenuto, o così parrebbe, da Remo Giazotto alla fine degli anni Sessanta del Novecento ma non più rintracciabile almeno fin dalla metà circa degli anni Settanta:
(Remo Giazotto, La guerra dei palchi)
Del teatro del 1637 non si possiede oggi alcuna immagine: né dell’esterno, né tantomeno dell’interno. È invece è ben noto che nel 1637 il Teatro San Cassiano venne inaugurato con la rappresentazione de L'Andromeda di Francesco Manelli (musica) e Benedetto Ferrari (libretto; la cui dedica, datata 6 maggio 1637, si riferisce all’opera precisando «che su le Scene rinacque già son due mesi»).
La portata storica di questo evento è incalcolabile, così come quella del meccanismo commerciale basato sull’acquisto di un biglietto d’ingresso da parte di ogni singolo spettatore; un meccanismo destinato a una diffusione planetaria, ma che venne qui proposto, per la prima volta, in un contesto di opera pubblica: il Teatro San Cassiano costituisce infatti il prototipo del cosiddetto ‘teatro all’italiana’, destinato ad avere enorme fortuna nei secoli seguenti.

#### La struttura del teatro del 1637

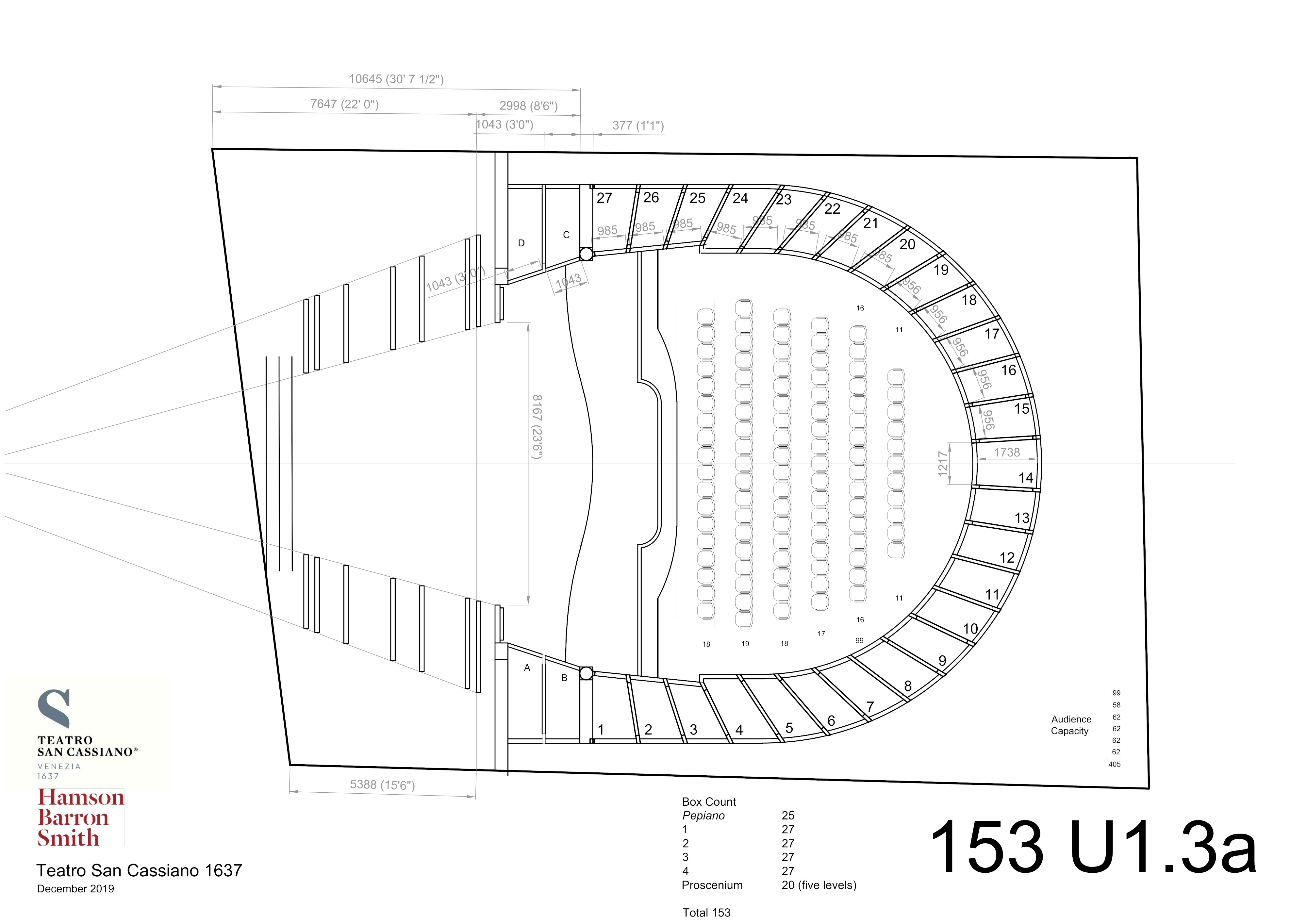
Teatro San Cassiano (1637): reimmaginazione della pianta architettonica

Con riferimento alla struttura interna della sala, data la totale assenza di immagini relative a questa fase della storia del Teatro San Cassiano, risulta di notevole importanza un documento del 12 febbraio 1657 more veneto rogato dal Notaio Alessandro Pariglia. In esso Pariglia registra che, prima della data di stesura, il numero complessivo dei palchi era pari a 153, mentre ora ne rimanevano 102: il motivo non è dichiarato e non è chiaro se si stia riferendo al numero dei palchi utilizzati o in tutto. Lo stesso numero totale di 153 che venne in seguito descritto, nel 1683, dal francese Jacques Chassebras de Cramailles, il quale scrisse sul Mercure Galant che
(Jacques Chassebras de Cramailles, Mercure Galant, marzo 1683, p. 288)
È dunque logico concludere, tenendo presenti le caratteristiche dei teatri veneziani nel Seicento, che si trattasse di 4 file da 31 palchi ciascuna più la prima fila dal basso, chiamata ‘Pepiano’, che presentava 29 palchetti e due ingressi laterali alla platea, per un totale appunto di 153 palchetti. Tale dato coincide precisamente con quanto riportato, decenni dopo, dall’architetto veneziano Francesco Bognolo, quando effettuò i rilievi dei teatri veneziani e di quello di Padova prima del 7 giugno 1765. Nell’elenco di misure relativo a ciò che Bognolo definisce il «Teatro di S. Cassan vecchio» (risalente al 1696, o persino al 1670), l’architetto cita «Palchi in tutti n°. 31 per ordine», esattamente come riferito da Chassebras. Il numero totale di palchetti pari a 153 percorre dunque la storia del teatro almeno dagli anni Cinquanta del Seicento alla metà del Settecento. Visto che la prima attestazione a oggi nota risale appunto al febbraio 1657 more veneto (ossia il febbraio del 1658 secondo il computo ordinario), considerando che non sono noti lavori di rifacimento o ristrutturazione dall’inaugurazione del 1637 al 1658, e—inoltre—che il lotto di terreno su cui sorgeva il teatro, a quanto è noto, rimase invariato dal 1637 fino agli anni Sessanta del Settecento (misurava circa 27 metri per 18,5), è ragionevole concludere che, fin da principio, il teatro del 1637 presentasse già la soluzione a 153 palchi distribuiti su 5 ordini (dunque, secondo la denominazione in uso a Venezia, un ‘Pepiano’ e Primo, Secondo, Terzo e Quarto ordine di palchi).
A questo riguardo, e per citare esempi coevi anche se in contesti notevolmente differenti, va menzionato che sia il teatro temporaneo costruito per la produzione de L’Ermiona (Padova, 1636) sia il teatro nella Sala Grande del Palazzo del Podestà (Bologna, 1639) presentavano in tutto cinque ordini di logge, il primo, e cinque ordini di palchetti, il secondo. La struttura a 5 file sovrapposte è dunque attestata in quegli anni anche fuori Venezia e costituisce un tipo di teatro congruente con quanto si sa, ad oggi, del Teatro San Cassiano del 1637.

#### La vita artistica
Quanto invece alla vita artistica del teatro, dopo la rappresentazione de La maga fulminata, nuovamente di Francesco Manelli e Benedetto Ferrari, nel 1638 circa iniziò una fase in cui il maggiore protagonista, sia al Teatro San Cassiano che a Venezia, fu Francesco Cavalli. Cavalli è divenuto uno degli operisti più studiati e significativi del Seicento; questo in quanto
(Gloria Staffieri, L'opera italiana. Dalle origini alle riforme del secolo dei Lumi (1590-1790))
La sua opera Le nozze di Teti e di Peleo (1639) rimane la prima opera per il Teatro San Cassiano di cui ci sono giunti sia il libretto, sia la musica. Seguirono poi Gli amori d’Apollo e di Dafne (1640), La Didone (1641), La virtù de’ strali d'Amore (1642), L’Egisto (1643), L’Ormindo (1644), La Doriclea e Il Titone (1645), Giasone (1649), L’Orimonte (1650), Antioco (1658), Elena (1659).
Altri compositori significativi, attivi al Teatro San Cassiano nel diciassettesimo secolo, furono Pietro Andrea Ziani, Marc’Antonio Ziani, Antonio Gianettini e Tomaso Albinoni. È stata proprio un’opera di Gianettini, L’ingresso alla gioventù di Claudio Nerone (Modena, 1692), a diventare la prima co-produzione del progetto di ricostruzione del Teatro San Cassiano, quando venne allestita per la prima volta in tempi moderni nel settembre 2018, nel teatro del castello di Český Krumlov, direttore Ondřej Macek.

### Il Settecento
Per quanto riguarda l’edificio, non si hanno notizie di lavori strutturali avvenuti nel corso della prima metà del Settecento.

#### Edificio e vita artistica
Con riferimento all’attività operistica, questa proseguì con continuità almeno fino alla metà del secolo, grazie in alla collaborazione duratura da parte di Tomaso Albinoni; altri operisti significativi che misero in scena loro opere al Teatro San Cassiano nei decenni che qui importano furono Antonio Pollarolo, Francesco Gasparini, Carlo Francesco Pollarolo, Antonio Lotti, Gaetano Latilla, Baldassare Galuppi.

#### I rilievi di Bognolo e il teatro del 1763

Teatro San Cassiano ‘nuovo’ (1763): Francesco Bognolo, pianta non realizzata

Come già accennato in precedenza, prima del 1765 Francesco Bognolo ―l’architetto incaricato della progettazione del ‘nuovo’ Teatro San Cassiano― effettuò delle misurazioni di «tutti li Teatri di Venezia, così quello di Padova». Fra queste, figurano appunto quelle relative al Teatro San Cassiano ‘vecchio’. Questo teatro presentava delle dimensioni ridotte: il boccascena era di poco superiore agli 8 metri, mentre il palcoscenico aveva una profondità media di 6 metri e mezzo. I palchetti erano di dimensioni estremamente limitate, se confrontate con quelle ottocentesche a cui si è oggi abituati: la loro larghezza andava da circa 95 centimetri ai circa 120 centimetri del ‘pergoletto di mezzo’, ossia il palco centrale. L’altezza attestata dei palchetti del primo ordine (ossia la seconda fila dal basso) era poco meno di 2 metri e 10, mentre per quelli del terzo ordine (dunque la quarta fila) era poco più di 1 metro e 80.
Quanto al ‘nuovo’ Teatro San Cassiano, inaugurato appunto nel 1763 con l’opera La morte di Dimone, musica di Antonio Tozzi, libretto di Giuseppe de Kurtz e Giovanni Bertati, la differenza sostanziale stava essenzialmente nel palcoscenico più profondo, per ottenere il quale era stata incrementata la lunghezza del teatro mediante la demolizione di due casette che erano collocate, facendo riferimento al ‘vecchio’ Teatro San Cassiano, a ridosso del muro che si trovava pochi metri alle spalle della curva esterna dei palchi. Nel ‘nuovo’ Teatro San Cassiano la profondità media del palcoscenico era di poco inferiore ai 9 metri e mezzo (dunque circa 3 metri in più rispetto alla precedente versione del teatro); anche la larghezza dei palchi era un poco più ampia rispetto a quella del Teatro San Cassiano tardo-secentesco: basti confrontare ad esempio i palchi prosceni, nel ‘vecchio’ teatro larghi 104 centimetri, a fronte dei 139 centimetri nel ‘nuovo’ teatro.

### Ultimi anni e demolizione
Se si considera la data dell’inaugurazione, avvenuta nel 1763, potrebbe stupire leggere che poco più di un decennio dopo, nel 1776, se si presta fede a Giacomo Casanova, nel Teatro San Cassiano 
(Cfr. I Teatri del Veneto cit., Tomo I, p. 105)
descrizione che ha lasciato supporre un precoce stato di degrado e di decadimento.
L’ultima stagione a oggi nota fu quella del 1798, nel corso della quale vennero allestite due opere: La sposa di stravagante temperamento («La Musica è del Signor Pietro Guglielmi Maestro di Capella Napolitano. Il Scenario sarà tutto d’invenzione e direzione del Signor Luigi Facchinelli Veronese», come si legge nel libretto) e Gli umori contrari (musica di Sebastiano Nasolini, libretto di Giovanni Bertati).
L’ultima parola va lasciata a I Teatri del Veneto: 

### Il progetto di reimmaginazione e ricostruzione
Il progetto di ricostruire a Venezia il Teatro San Cassiano del 1637 attualmente in corso è stato ideato, guidato e finanziato da Paul Atkin, fondatore e AD del Teatro San Cassiano Group Ltd. Sulla base di un progetto concepito per la prima volta nel 1999, Atkin ha effettivamente iniziato la ricerca sulla fattibilità della ricostruzione del teatro originario del 1637 a Venezia nell'aprile 2015. Ciò ha portato alla costituzione del Teatro San Cassiano Group nei primi giorni di maggio 2017 (in prossimità della ricorrenza del libretto de L’Andromeda, la cui dedica è datata, come detto, 6 maggio 1637) e al lancio ufficiale del progetto a Venezia nel giugno 2019 attraverso un convegno internazionale, una mostra e un concerto conclusivo intitolati ‘Teatro San Cassiano: necessità, soluzione, opportunità’. Il progetto ha poi ricevuto il sostegno formale del Comune di Venezia. Il Teatro San Cassiano Group ha annunciato che è stato individuato un sito preferito e che sono in corso i necessari studi tecnico-architettonici.

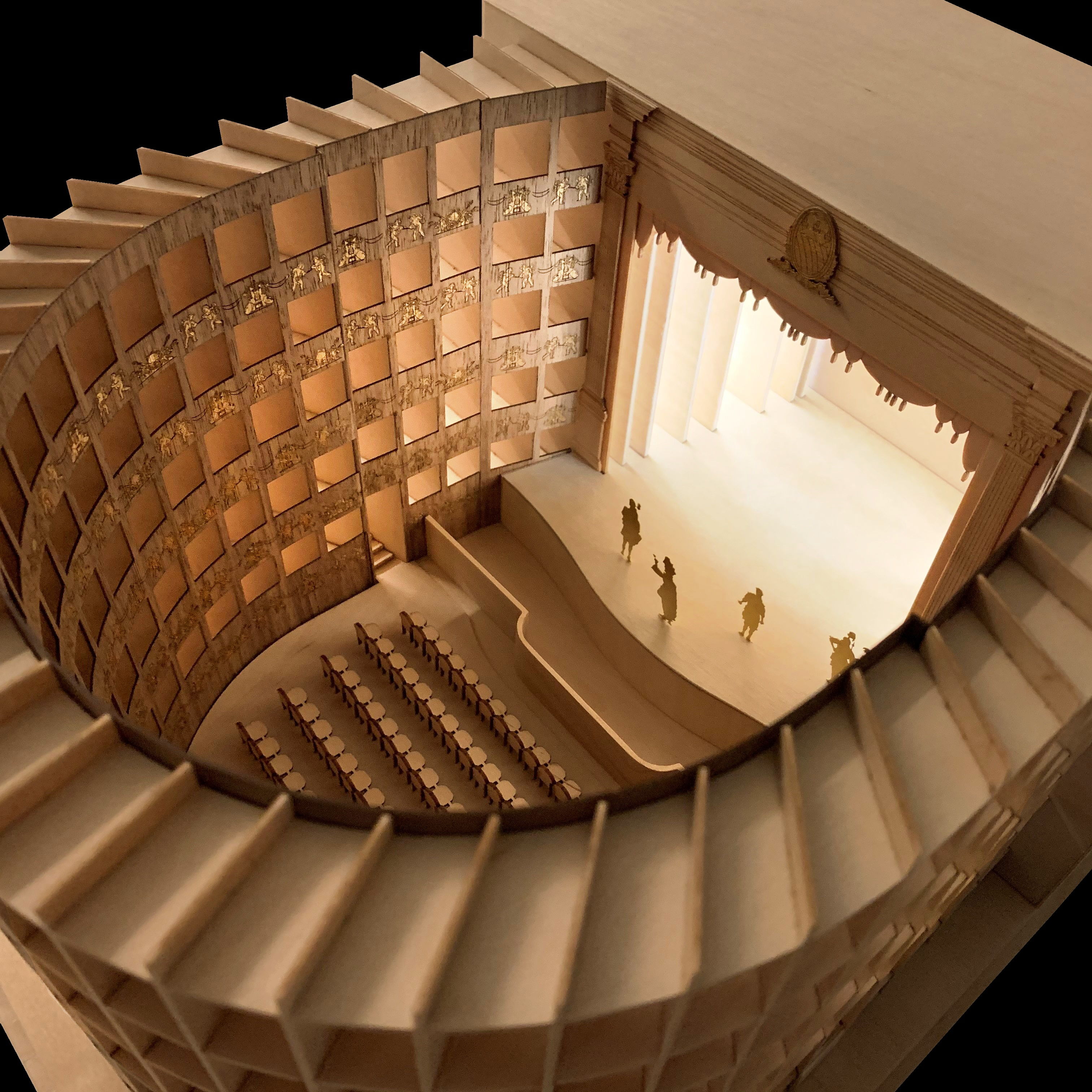
Teatro San Cassiano (1637): reimmaginazione storicamente consapevole, modellino ligneo

Nel 2018, sulla base delle evidenze archivistiche di varia natura riassunte nei paragrafi precedenti, Stefano Patuzzi (Direttore della ricerca del Teatro San Cassiano Group) ha preparato una tabella riassuntiva (in piedi e once veneziane, e relative conversioni in centimetri) inerenti alle misure tanto del Teatro San Cassiano ‘vecchio’ quanto del ‘nuovo’. Utilizzando questi dati, Atkin e Patuzzi hanno poi collaborato a stretto contatto con Jon Greenfield (Hamson Barron Smith e architetto del Sam Wanamaker Playhouse, a Londra) così da produrre, per la prima volta in assoluto, le prime piante architettoniche ‘storicamente informate’ relative al teatro del 1637. Queste, in seguito, hanno fornito i criteri precisi per alcuni rendering in 2D e 3D del teatro, così come reimmaginazioni tramite modellini lignei e versioni in CGI del teatro originario (per la prima volta nella storia): i dati forniti dalle misure precise del lotto di terra originario, il numero totale di 153 palchetti, le misure esatte dei palchi e del palcoscenico fornite da Bognolo per il «Teatro di S. Cassan vecchio» (risalente dunque, a quanto si sa, al 1696, o persino al 1670) risultano tutti perfettamente compatibili fra di loro e costituiscono un’ulteriore conferma della possibilità che, fin dal 1637, la struttura generale del teatro fosse appunto su cinque ordini e con un totale di 153 palchetti, così come attestato nel documento notarile del 1657 more veneto già citato.
Oltretutto tali soluzioni massimizzano evidentemente le possibilità commerciali date dalle misure del lotto di terreno originario: il chiaro intento finale di un simile teatro pubblico era infatti quello di ottimizzare il numero di palchetti (sia verticalmente, con riferimento al numero di ordini, sia orizzontalmente, quanto a larghezza e profondità dei palchetti) con il fine ultimo, e la realtà finanziaria, di una massimizzazione commerciale. Era dunque evidente nel 1637, così come lo sarebbe oggi, che si trattava dunque di creare quanti più palchetti possibili così da massimizzare l’incasso mediante la vendita di quanti più biglietti d’ingresso possibili.
Rispettando in modo assoluto tutti i dati archivistici e tutte le misure, il progetto (da un punto di vista metodologico) si prefigge anzitutto una ‘reimmaginazione’ del Teatro San Cassiano del 1637, che in questo si pone nella scia dei due modelli dichiarati presenti a Londra, ossia lo Shakespeare’s Globe e il Sam Wanamaker Playhouse. Nonostante il termine ‘reimmaginazione’, il progetto non intende in alcun modo indicare un processo di invenzione arbitraria o soggettiva; al contrario, esso intende sottolineare come le fonti d’archivio e le altre fonti primarie, ovviamente di fondamentale importanza, lasciano per la loro stessa natura dei vuoti interpretativi, per colmare i quali si rendono naturalmente necessarie delle operazioni basate su analogie e similitudini: ad esempio facendo riferimento ad altri teatri veneziani dello stesso periodo, con materiali utilizzati in quei decenni, eccetera. Tutte le operazioni sono svolte dal team di ricerca in stretta collaborazione con i ‘consiglieri’ del Group, ossia gli specialisti di livello internazionale nei vari settori di rispettiva competenza.
La ‘reimmaginazione’ costituisce dunque un processo, anche di natura ermeneutica, basato su un profondo e totale rispetto delle fonti, ma al tempo stesso nella piena consapevolezza che il materiale storico offerto da tutte le fonti primarie e relativo al Teatro San Cassiano non può dare risposta a tutte le domande poste dalla ricostruzione vera e propria di ogni singolo elemento del teatro, dei tessuti, delle decorazioni, delle fonti luminose, eccetera.
Le fasi di ricerca, 'reimmaginazione' e ricostruzione formano dunque un insieme in continuo movimento che proseguirà, ben oltre la riapertura del teatro, all’interno della prassi esecutiva. Nella fase di ricostruzione, le ricerche accademiche si combineranno con le conoscenze artigianali ‘storiche’ a disposizione così da permettere al progetto di rispettare quanto più possibile tutti gli aspetti della ricostruzione storica, le tecniche di illuminazione, l’uso del legname, dei materiali, e altro ancora, tipici degli anni Trenta del Seicento a Venezia.
Una volta ricostruito, il Teatro San Cassiano mirerà a diventare ancora una volta un teatro pubblico e specializzato nell’allestimento di opere del Seicento e del Settecento; si porrà inoltre l’obiettivo di diventare un centro di riferimento mondiale per l’esplorazione continua delle varie prassi ‘storicamente consapevoli’ (sia nella buca d’orchestra, sia in scena), per rivitalizzare da un punto di vista ambientale e commerciale in modo particolare la zona di Venezia in cui sorgerà, per fornire impiego e impresa e per produrre programmi di didattica e musicoterapia pensati per la fascia d’età che va dalla scuola primaria all’università. Il teatro offrirà anche uno spazio museale, e creerà un complesso, aperto a tutti, dedito alla cultura barocca.